# Lätta bladet
Lätta bladet är en lättläst aktualitetstidning på svenska i Finland. Tidningen som ursprungligen hette LL-Bladet har utgetts sedan januari 1990 och publiceras både som webbtidning och som tryckt tidning. Den tryckta tidningen utkommer numera åtta gånger per år och har en upplaga på knappt 1 000.
Lätta bladet utges sedan 1990 av LL-Center hos FDUV i samarbete med finska Selkokeskus på Kehitysvammaliitto. Selkokesus ger också ut den finskspråkiga systertidningen Selkosanomat. Verksamheten finansieras med medel från spelbolaget Veikkaus via Social- och hälsoorganisationernas stödcentral STEA.
Lätta bladet används flitigt som undervisningsmaterial; en av tidningens största kundgrupper är skolor.
Lätta bladet förnyades år 2021, i samband med detta bytte tidningen namn från LL-Bladet till Lätta bladet. LL är en förkortning av lättläst, vilket gjorde namnet motsägelsefullt då förkortningar är något som avråds i lättläst text. Det första numret av nya Lätta bladet utkom den 24 september 2021.

## Koncept
Lätta bladet och Selkosanomat följer en konceptuell utformning som finns dokumenterad i boken Konseptikirja från 2007.
1. Rubriken sätts direkt ovanför texten. Mellan rubrik och text sätts inga illustrationer. Texten inleds inte vid sidan av rubriken.
2. Eftersom texterna är korta används sällan underrubriker. Längre texter delas hellre upp i flera artiklar.
3. Stycken är som kortast 3–4 rader och som längst 15 rader. Stycken åtskiljs med blankrad.
4. Ombrytningen görs så att artiklar lätt kan avskiljas från varandra. Avgränsning görs med tunna linjer.
5. Negatexter (ljus text på mörk bakgrund) och starka färgbaser används sällan.
6. Personnamn skrivs med fetstil, andra egennamn kursiveras vid första omnämnandet.
7. Artikeln ombryts till en helhet. Texten splittras till exempel inte av en bild eller delas upp på flera sidor.

Därutöver finns riktlinjer för typsnitt och dess storlek, spaltens bredd och utformning (endast vänsterkanten är justerad). Spaltens högerkant är oregelbunden och avstavning undviks. Innehållet på varje rad begränsas om möjligt till ett begrepp och nya meningar inleds efter radbrytning.